# Rasclet de Vieillot
El rasclet de Vieillot (Sarothrura rufa) és una espècie d'ocell de la família dels sarotrúrids (Sarothruridae).

## Hàbitat i distribució
Habita vegetació de ribera de l'Àfrica Subsahariana des de Sierra Leone i Libèria cap a l'est fins a Uganda i Kenya, i cap al sud fins a Sud-àfrica, exceptuant les zones de selva més densa i les excessivament àrides.